# Piriona fasciculata
Piriona fasciculata är en tvåvingeart som beskrevs av Aldrich 1928. Piriona fasciculata ingår i släktet Piriona och familjen parasitflugor. Inga underarter finns listade i Catalogue of Life.